# 播上英次郎
播上 英次郎（はたがみ えいじろう、1912年（明治45年）1月17日 - 2000年（平成12年）3月13日）は日本の実業家。岡山放送社長、サンケイ新聞専務、日本民間放送連盟副会長。

## 略歴
1912年（明治45年）1月17日に東京に生まれる。1935年（昭和10年）に法政大学経済学部を卒業する。1954年（昭和29年）にニッポン放送に入社し、1958年（昭和33年）にフジテレビに移り、1961年（昭和36年）にサンケイ新聞大阪本社販売局長に就任する。1963年（昭和38年）に広島テレビ取締役、1965年（昭和40年）にフジテレビ電波企画室長、1969年（昭和44年）にサンケイ新聞専務大阪本社代表、大阪新聞社長、日本工業新聞専務、1970年（昭和45年）に関西テレビ取締役、1973年（昭和48年）に同社副社長を経て、1980年（昭和55年）に岡山放送社長に就任し、1988年（昭和63年）に退任する。
また、1982年（昭和57年）から日本民間放送連盟副会長を務める（-1984年（昭和59年））。1984年（昭和59年）、勲三等旭日中綬章を受章する。
2000年（平成12年）3月13日に死去、88歳。

## 参考
- 『現代物故者事典2000~2002』（日外アソシエーツ、2003）
- 『現代人名情報事典』（平凡社、1987）